# Bolsa de Valores de Londres
Bolsa de Valores de Londres (em inglês London Stock Exchange; LSE) é a bolsa de valores localizada em Londres, a principal da Inglaterra e do Reino Unido.
Fundada em 1801, é uma das maiores do mundo, com companhias britânicas e transnacionais sendo negociadas. Remonta sua história a 1697 quando John Castaing, colocado num escritório no Coffee-House of Johnatan, publicou os preços das ações e das matérias primas.

## História
A primeira Bolsa de Valores funcionou na Threadneedle Street, em 1773. Antes disso, nos séculos XVII e XVIII, os correctores encontravam-se e negociavam nos cafés da City. Sem ter oportunidade para financiar as viagens para China que custavam muito dinheiro por conta de seu capital as empresas inglesas seguindo o modelo semelhante de Antuérpia recolhiam o ouro por troca pela parte futura de ganância da empresa.
Em 1687 quinze empresas comerciavam os títulos próprios em Londres. Em 1695 as havia já umas 150 empresas. Como resultado uma pequena parte destas ações era comerciada ativamente, muitas empresas resultaram ser carentes de vitalidade. A bolha inglesa IPO dos anos 1690 a vezes é comparada com a bolha de empresas "ponto com" dos 1990.
O índice principal de bolsa de valores principal é FTSE100 lançado aos 3 de Janeiro de 1984. Recolhe a primeira centena de empresas com uma capitalização mais grande que são cotizadas na bolsa de valores de Londres.
Até 1914 a London Stock Exchange era a maior do mundo; hoje é a terceira, depois de Tóquio e Nova Iorque. Em 2020 a receita total de bolsa de valores de Londres era de £2124 milhões (em 2019 era de £2056 milhões). Antes de ano 2021 a bolsa de valores de Londres tinha uns 50 por cento de comércio internacional de ações. Em 2021 a circulação diária média de ações na bolsa de valores de Londres era de €8,6 bilhões.

## Edifício
O edifício data de 1969, quando se negociava freneticamente no pregão. Em 1986, o sistema foi computarizado e o movimento já não demonstra aquela agitação. As galerias para o público tiveram de ser fechadas após uma ameaça de bomba.